# Le Fantôme de Wah-Kee
Le Fantôme de Wah-Kee est le troisième album de la série de bande dessinée Jonathan Cartland. 

## Personnages clés
- Jonathan Cartland : trappeur, justicier, aussi surnommé « Cheveux jaunes » par les indiens. Spécialiste des jurons en anglais : « Blast it ! », « Good Lord ! », « Jumpin’ Jehosephat » ou « Smockin’ Jericho ». Cartland a séjourné chez les Mandans avant que la tribu ne soit décimée.
- l'homme-médecine mandan: C'est auprès de lui que Jonathan retourne pour essayer d'éclaircir le mystère du fantôme de Wah-Kee.
- Wah-Kee : indien mandan, fils adoptif du vieil homme-médecine, tué dans l'incendie du bateau Iowa.
- le frère de Wah-Kee : indien mandan, qui cherche à venger son frère.
- Philémon A. Bruce : inventeur de Boston, enlevé et assassiné par des sudistes, en raison de son invention de sous-marin sur laquelle ils essayaient de mettre la main.
- Silver Blue : tient un hôtel à Wolf Point, elle est impliquée dans le complot et engagée pour faire disparaître les témoins de l'enlèvement de Bruce, et prend la forme de l'esprit du mal mandan, O-Kee-He-Dee, dans les rêves prémonitoires de Jonathan.
- Eliott, Hortiz, l'homme au bec de lièvre, complices de Silver Blue.
- Le frère du gouverneur de Saint Louis, membre du complot.
- Le patron des Deux Lions, membre du complot.
- Compatriotes de Jonathan rencontrés à Saint Louis et témoins involontaires comme lui de l'enlèvement de Bruce:
  - Nelson Terell : dirige une exploitation forestière.
  - Hiram Billings : contremaître de Terell.
  - Jédédiah Rowlands : commerçant en fourrures.
- Trois noirs victimes des agissements des blancs:
  - Le barman des Deux Lions : son fils meurt sous ses yeux.
  - Le fils du barman : handicapé, il prend au hasard un coup mortel donné par Billings, qui ne lui était pas destiné.
  - Ruppert, un matelot de l'Iowa, témoin de l'assassinat de Billings par Hortiz, et éliminé par la suite pour le faire taire.

## Histoire
1859, Saint Louis, Missouri. Les relations nord-sud sont de plus en plus tendues. Dans un bar, Jonathan retrouve des compatriotes nordistes, Nelson, Billings et Rowlands avec lesquels il sympathise. Ils sont pris à partie par des sudistes. Une bagarre éclate au cours de laquelle un noir est tué. Rentrés saouls, ils croisent ce qu’ils pensent être une autre bande d’ivrognes.
Le lendemain, Cartland reçoit un SOS de Fort Union : les indiens Oglalas menacent de se soulever. Pour rejoindre le fort, il prend le bateau Iowa et retrouve ses compagnons de la veille. A bord, les incidents se multiplient : Billings est tué, le pilote est malade, un matelot disparaît. Une nuit le bateau prend feu. Il coule emportant l’indien mandan Wah-Kee, un passager qui avait été consigné dans sa cabine à la demande d'autres passagers blancs. Les rescapés atteignent Wolf Point à pied. Jonathan apprend du colonel Barton, commandant Fort Union, en visite à Wolf Point, que son message était un faux : la situation est calme. Nelson l’embauche comme bûcheron sur son exploitation, White Water. Il a un cauchemar qui met en scène une cérémonie mandan, Wah-Kee, un esprit du mal, O-Kee-He-Dee, et Billings. Dans le même temps, il fait la connaissance d'une amie intime de Nelson, Silver Blue, patronne d'un hôtel, avec laquelle il entame une liaison.
De passage à Wolf Point, Jonathan assiste à l’assassinat de Rowlands. En poursuivant l’assassin, il est assommé. Il a une nouvelle vision de Wah-Kee. De retour à l'hôtel, Silver Blue prend grand soin de lui. Le lendemain, il est accusé à tort d'avoir tué Hortiz, l'assassin de Rowlands. Avec l'aide de Silver Blue, il parvient à regagner le camp de White Water et à alerter Nelson, lui aussi en danger, pense-t-il. Durant la nuit, un nouveau cauchemar pousse Jonathan à se lever. Nelson est poursuivi par un homme au bec-de-lièvre. Une flèche tue ce dernier, envoyée par ce qui semble être le fantôme de Wah-Kee. Au camp, Jonathan tombe sur un article de journal avec la photo d’un inventeur de sous-marin enlevé et assassiné. Il a déjà vu cet homme : à Saint Louis soutenu par d’autres, il le pensait ivre. Bec de lièvre aussi était dans le bar où il a rencontré ses amis nordistes. Il réalise qu'ils sont les témoins très gênants d’un crime, et qu'on cherche à les éliminer.
Nelson part en compagnie de sa maîtresse, Silver Blue, pour Saint Louis où il pense révéler aux autorités ce qu'il sait de l'affaire Philémon A. Bruce. Jonathan fait de nouveau un rêve : Nelson est en danger. Il se lance à la poursuite du bateau où Nelson est monté avec Silver Blue. En route, il est attaqué par un homme de Silver Blue, Eliott, il parvient à le maîtriser, mais une flèche du fantôme de Wah-Kee tue ce dernier avant qu'il puisse parler. Il arrive trop tard pour sauver Nelson, assassiné sur le bateau.
Visions, apparitions, flèches mandans, Jonathan décide de se rendre dans le village de Wah-Kee où il a vécu autrefois. Silver Blue l’accompagne. Ils y rencontrent l'homme-médecine mandan, qui n'est pas surpris de leur arrivée, et le frère de Wah-Kee, habillé à l'identique de son frère disparu sur le bateau. Le mystère du fantôme et de sa vengeance s'éclaircit. Mais d'après l'un et l'autre, il reste quelqu'un à identifier. Le lendemain matin, Jonathan se réveille seul, Silver Blue a rejoint la hutte de l'homme-médecine et menace de le tuer. Ce faisant, elle se démasque : elle a été payée pour éliminer les témoins. L'esprit du mal, c'était elle. Jonathan doit la tuer pour protéger le vieil homme qui lui donne le nom de Wa-Pa-Shee, sacrifice, en langue mandan.